# Jean De Boeck
Pour les articles homonymes, voir De Boeck (homonymie).
Jean De Boeck, né en 1863 et mort en 1913, est un psychiatre belge.

## Biographie
Médecin ayant fait sa formation à l'université libre de Bruxelles et à l'université de Leipzig, il est nommé professeur de psychiatrie et de médecine légale à l'université libre de Bruxelles en 1904. Il s'intéresse essentiellement à l'anthropologie criminelle et aux prisons-asiles.
Il serait le premier à avoir parlé de Freud en Belgique en 1893 dans un compte-rendu de la Communication préliminaire,. 